# 濱中淳子
濱中 淳子（はまなか じゅんこ、1974年 - ）は、日本の教育社会学者。東京大学教授を経て、早稲田大学教授。

## 来歴
富山県出身。1993年富山県立富山中部高等学校理数科卒業、東京大学理科二類入学。東京大学教育学部卒業。2003年東京大学大学院教育学研究科博士課程単位取得退学。2007年「工学系大学院の拡大と教授=学習システム」で博士（教育学）の学位を取得。2010年大学入試センター研究開発部助教、2014年同准教授に昇格。2017年東京大学高大接続研究開発センター教授。2019年早稲田大学教育・総合科学学術院に教授として着任。

## 著書
- 『大学院改革の社会学 工学系の教育機能を検証する』東洋館出版社 2009
- 『検証・学歴の効用』勁草書房 2013
- 『「超」進学校　開成・灘の卒業生　─その教育は仕事に活きるか』筑摩書房 2016

## 共編
- 『シリーズ大学』7巻 広田照幸,吉田文,小林傳司,上山隆大と編集委員 岩波書店 2013‐14

## 参考
- ISBN　978-4-326-65381-2